# Sumas

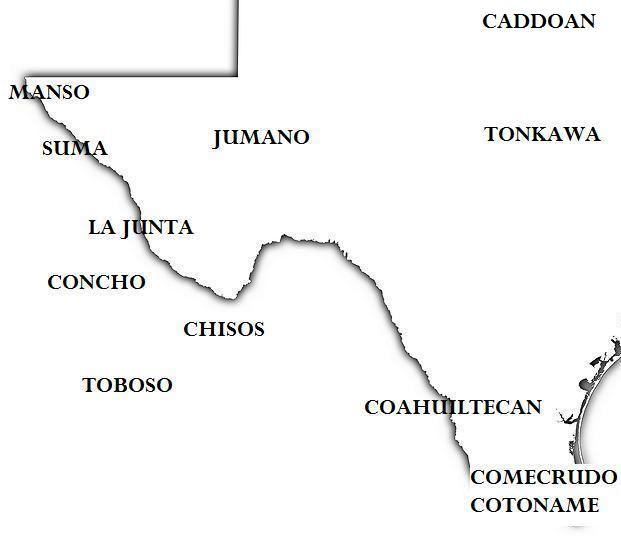
Aproximada localización de los grupos indígenas en la zona de La Junta cerca de 1600.

Los Sumas vivían en el norte de Chihuahua y el valle del río Bravo al oeste de Texas. Eran nómadas cazadores-recolectores que practicaban poco o nada de agricultura. Los Sumas se extinguieron como un pueblo distinto, arrasados por la viruela y absorbidos por la población moderna de México y los indios apaches en los siglos XVIII y XIX.

## Identidad étnica y forma de vida
La confusión abunda acerca de la compleja mezcla de pueblos indígenas que vivían cerca del río Bravo en el oeste de Texas. A menudo los llaman colectivamente Jumanos, nombre que probablemente sólo se debe aplicar a los indios de las praderas que vivieron en los valles de los ríos Pecos y Concho en Texas, pero que viajaban y comerciaban con la gente del Valle del Río Bravo. Cerca de la región de La Junta entre el río Conchos y el Bravo existían un gran conjunto de pueblos agrícolas, nombrados con varios nombres de parte de los españoles; uno de estos pueblos fueron los Sumas.
Hacia el norte del río Bravo y norte de La Junta entre el Concho y el Bravo, habitó el pueblo que los españoles posteriormente llamaron Sumas, al norte de estos, hacia El Paso habitaron los indios Mansos. Los Mansos y los Sumas parecen haber tenido culturas similares, aunque no es seguro que hablaran de la misma lengua. Una teoría es que los indios de la región de La Junta y El Paso se fueron mezclando cuando llegaron los españoles y que ellos los separaron en grupos para "facilitar su gobierno y control". Asimismo, se propone a veces lo contrario: que los Mansos, Sumas, Jumanos y los indios de La Junta pueden haberse convertido en una mezcla en reacción a la amenaza de los españoles y la disminución de su población debido a la esclavización y las enfermedades introducidas por los europeos.
Los Sumas vivieron, al menos durante el invierno, a lo largo de 130 millas (210 km) en el sureste del Río Bravo (aguas abajo) de El Paso. Su territorio se extiende hacia el oeste desde el valle del Río Grande aproximadamente 200 millas (320 km) a los municipios actuales de Janos y Nuevo Casas Grandes, Chihuahua; donde vivían los Janos y Jocomes, etnias del noroeste de Chihuahua que eran probablemente subgrupos o estaban estrechamente relacionados con los Sumas. Como eran cazadores-recolectores, los Sumas no tenían morada fija. Durante el verano se dispersaban en pequeños grupos para explotar los recursos de flora y fauna en su territorio. Los primeros visitantes dijeron de los Sumas lo siguiente: "son cazadores, comen todo tipo de caza, reptiles silvestres y bellotas... frijoles, mezquite, tunas y otras frutas, raíces, semillas y animales de caza, no tienen conocimiento alguno de la agricultura, no tienen casas fijas o ranchos y vivían una vida sin preocupaciones".
Los Sumas también atacaban a sus vecinos agrícolas, los Ópatas, al oeste de Sonora.
El idioma de los Sumas es actualmente desconocido. Los eruditos han especulado que pertenece a la familia lingüística yuto-azteca o atapascana.

## Historia
Los Sumas y sus vecinos los Mansos se cree que son descendientes de la desaparecida cultura Mogollón. Cursando 1450, los pueblos Mogollón cerca de El Paso fueron abandonados y la gente de esta etnia parece haber abandonado la agricultura para convertirse en cazadores-recolectores, es decir, se produjo un proceso de decadencia cultural.
Los Sumas no estaban políticamente unidos, sino que parecen haber sido un conjunto de tribus autónomas estrechamente relacionadas, cada una de las cuales actuaban de forma independiente. Los Sumas probablemente fueron descubiertos por Cabeza de Vaca en 1535, sin embargo la primera mención clara sobre ellos fue hecha por Antonio de Espejo en 1583, quien les llamó Caguates. Fue recibido cordialmente por más de un millar de ellos cerca del río Bravo. La primera vez que se les llamó sumas fue en 1630. Los sumas en ese momento estaban en guerra con los Ópatas de Sonora y pusieron en peligro a las misiones franciscanas. En 1659, una misión fue establecida con los Mansos y los Zumanos, en el centro de la actual Ciudad Juárez y en 1663 se estableció una nueva misión cerca de la ciudad de Chihuahua. Parte de los Sumas, Mansos y Jumanos solicitaron la protección española con el creciente peligro de los ataques de los Apaches. Otros parecen haber continuado sus costumbres nómadas y se unieron a los Apaches.
Para 1680, las misiones de El Paso estaban ministrando a más de 2000 indígenas, incluyendo a los Sumas. Pero la rebelión de los indios pueblo en Nuevo México causó una cantidad adicional de 2000 españoles e indios aliados a refugiarse en El Paso, lo que produjo que los recursos escasearan en la región. La hambruna tuvo su apogeo entre 1683-1684, lo que hizo que en 1684 los indios se rebelaran y huyeran de las misiones. Algunos de los Sumas regresaron a la misión más tarde ese mismo año, incapaces de encontrar suficiente comida para sobrevivir. Sin embargo, parte de los Sumas, Janos y Jocomes continuaron siendo hostiles a los españoles, buscaron una fortaleza en las montañas de Chiricahua en Arizona donde se aliaron con los Apaches, los cuales los absorbieron al pasar el tiempo. Los modernos Apaches Chiricahuas o bien, los Chokones o Xocones pueden ser los descendientes de los Jocomes.
Durante el siglo XVIII, los Sumas que estaban en la Misión de San Lorenzo, cerca de El Paso eran siervos de los sacerdotes, agricultores, obreros, y habían adoptado ya muchas costumbres españolas. También se rebelaron con frecuencia, en 1710, 1726, 1745 y 1749, en que huyeron de la misión y se refugiaron en las montañas, a menudo con los Apaches. La Misión de San Lorenzo tenía una población de 300 en los años 1750 de los cuales 150 eran Sumas. Una epidemia de viruela en la década de 1780 mató a la mayoría de los Sumas que estaban en la misión y pronto perdieron su identidad étnica, los sobrevivientes se mezclaron con los españoles. El último Suma conocido, un hombre, murió en 1869.